# ان‌جی‌سی ۲۹۴
ان‌جی‌سی ۲۹۴ (انگلیسی: NGC 294) یک خوشه باز است که در ابر ماژلانی کوچک و در صورت فلکی توکان قرار دارد. این خوشه در ۱۱ آوریل ۱۸۳۴ توسط جان هرشل کشف شد، اگرچه احتمالاً در ۵ سپتامبر ۱۸۲۶ توسط جیمز دانلوپ مشاهده شد.